# Giuseppe Luigi Assemani
Giuseppe Luigi Assemani (łac. Joseph Aloysius Assemani, ur. 1710, zm. 1782) – libański orientalista, syriolog.

## Życiorys
Był bratankiem Giuseppe Simona Assemani. Pracował jako profesor języka syryjskiego i liturgii w Rzymie. Jest autorem zbioru tekstów liturgicznych, historii patriarchatów  nestoriańskich, a także tłumaczeń m.in. Bar Hebraeusa.

## Wybrane publikacje

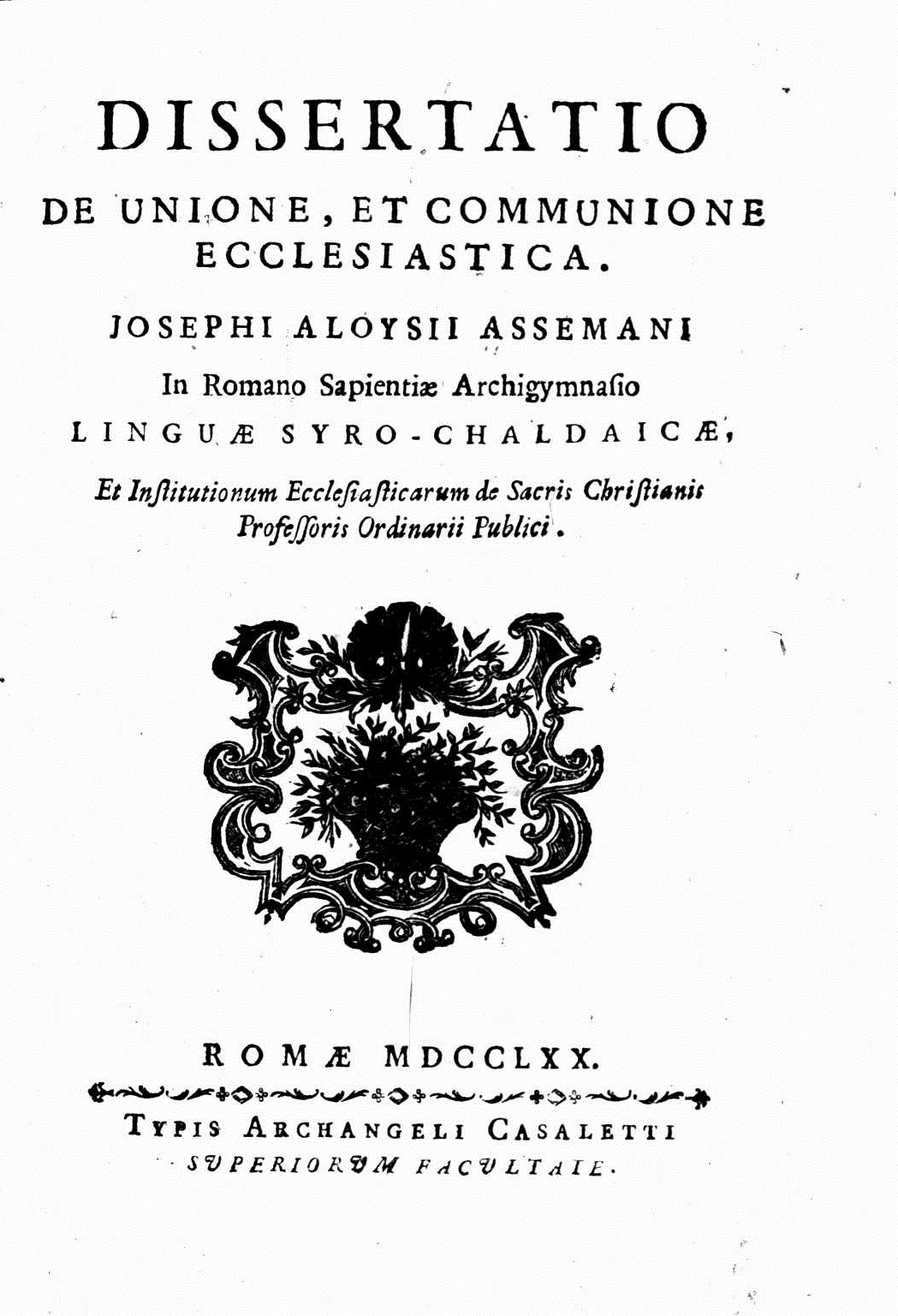
Dissertatio de unione, et communione ecclesiastica, 1770

- Codex liturgicus ecclesiae universae / Joseph Aloysius Assemanus ... recensuit, latine vertit, Praefationibus, Commentariis, et variantibus Lectionibus illustravit. Rom 1749-66, 13 Vols.
- Missale Alexandrinum Sancti in quo eucharistiae liturgiae omnes antiquae ac recentes ecclesiarum Aegypti, Graece, Coptice, Arabice, et Syriace exhibentur. Rome 1754.
  - Reprint, Editor Hubert Welter, Paris 19XX.
- Commentarius theologico-canonico-criticus de ecclesiis earum reverentia, et asylo atque concordia sacerdotii et imperii. Rom 1766.
- De Sacris ritibus Dissertatio. Rome 1757.
- Commentarius theologico-canonicus criticus de ecclesiis, earum reverentia et asylo atque concordia Sacerdotii et Imperii. Rome 1766.
- Dissertatio de unione et communione ecclesiastica. Rome 1770.
- Dissertatio de canonibus poenitentialibus. Rome 1770.
- De catholicis seu patriarchis Chaldaeorum et Nestorianorum commentarius historico-chronologicus. Rome 1775.
  - Reprint Westmead [etc.] : Gregg International Publ., 1969.
- De Synodo Diocesana Dissertatio. Rome 1776.